# Krisztián Veréb
Krisztián Veréb, född 27 juli 1977 i Miskolc, Ungern, död 24 oktober 2020, var en ungersk kanotist.
Han tog OS-brons på K-2 1000 meter i samband med de olympiska kanottävlingarna 2000 i Sydney.